# 鱼肝油

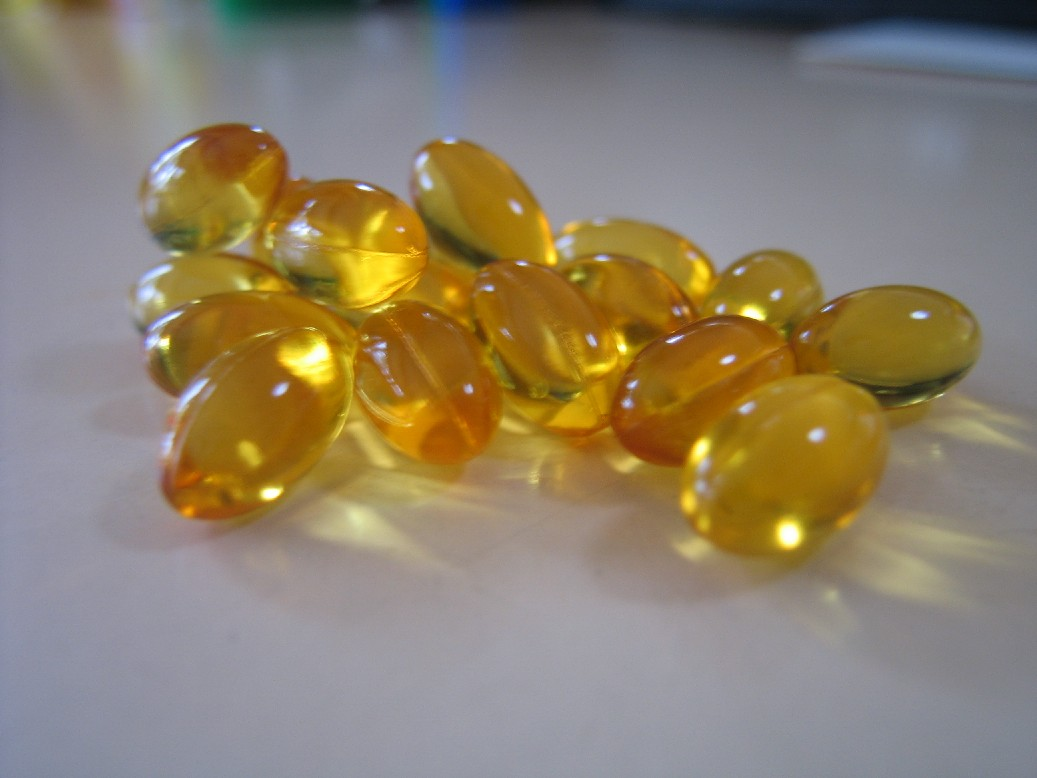
鱼肝油

鱼肝油（也称“肝油”）是一种从鳕鱼等海洋鱼类肝脏中提取的油，通常为黄色到橙红色的透明油状液体，带有鱼腥味。
1848年挪威開始用水蒸汽加熱法製造鱼肝油。1880年日本采用水煮法製造鱼肝油。鱼肝油通常被加工为膠囊劑型，作为营养品用来补充人体所需的维生素A和维生素D，但過量可能會發生維生素中毒的現象。